# Laillé
Laillé (en bretó Lalieg) és un municipi francès, situat a la regió de Bretanya, al departament d'Ille i Vilaine. L'any 2006 tenia 4.366 habitants.

## Demografia
| 1962                                       | 1968  | 1975  | 1982  | 1990  | 1999  |
| ------------------------------------------ | ----- | ----- | ----- | ----- | ----- |
| 1.267                                      | 1.336 | 1.497 | 2.411 | 2.973 | 3.588 |
| Des de 1962: població sense dobles comptes |       |       |       |       |       |

## Administració
| Període   | Identitat    | Partit        |
| --------- | ------------ | ------------- |
| 2001-2008 | Loïc Chesnel |               |
| 2008-     | Pascal Hervé | Divers gauche |